# 賴辛森 (馬里蘭州)
賴辛森（英語：Rising Sun）是一個位於美國馬里蘭州塞西爾縣的市鎮。

## 人口
根據2020年美國人口普查的數據，賴辛森的面積為4.29平方千米，當中陸地面積為4.21平方千米，而水域面積為0.07平方千米。當地共有人口2740人，而人口密度為每平方千米639人。